# Huỳnh Hiền Năng
Huỳnh Hiền Năng (sinh ngày 7 tháng 7 năm 1989) là một nam nhạc sĩ kiêm nhà sản xuất thu âm người Việt Nam. Trong suốt sự nghiệp của mình, anh từng nhận đề cử giải Cống hiến và có hai lần liên tiếp đề cử top 20 nhạc sĩ của năm tại Zing Music Awards.
Ngoài ra, anh còn là nhạc sĩ Việt Nam đầu tiên có bài hát được sử dụng trong phim Hollywood (Sinh nhật chết chóc).

## Tiểu sử
Huỳnh Hiền Năng từ nhỏ đã có năng khiếu âm nhạc nhờ việc lớn lên trong gia đình có ba và mẹ đều là nghệ sĩ. Năm 18 tuổi anh vào Thành phố Hồ Chí Minh và bắt đầu học tập tại các phòng thu lớn nhỏ trong thành phố. Năm 2012, anh bắt đầu con đường làm việc chuyên nghiệp với vai trò là nhạc sĩ, nhà sản xuất âm nhạc với hai sản phẩm đầu tiên là Ngày Vắng Anh - Thanh Ngọc và Đừng Bao Giờ Nói Yêu Em - Đông Nhi.

## Hoạt động nổi bật
- Sáng tác ‘Bao giờ lấy chồng?’ - Bích Phương tạo cơn sốt đầu năm 2017.[2]
- Sáng tác và sản xuất 'Tớ Thích Cậu' (Han Sara), được đánh giá là một trong những ca khúc debut thành công của V-pop.[3]
- Sở hữu ca khúc lọt top 5 ca khúc quảng cáo thành công nhất trên Youtube khu vực APAC 2016-2017 Nhẹ Nhàng Đón Xuân - Minh Hằng.[4]
- Ca khúc “Số Nhọ” - (do Lip B trình bày) trở thành ca khúc Việt Nam đầu tiên được sử dụng làm nhạc phim Hollywood Happy Death Day.
- Viết nhạc phim “Cô Ba Sài Gòn” (ca khúc Tân Thời).
- Tiếp tục hợp tác với Bích Phương trong "Chuyện Cũ Bỏ Qua", một trong những sản phẩm commercial thành công nhất Tết Nguyên Đán 2019.

## Sản phẩm âm nhạc
Danh sách này không đầy đủ, bạn cũng có thể giúp mở rộng danh sách.
- 1900 hồi đó (Jun Phạm)
- Ai chuyện cũ bán hông? (Trúc Nhân)
- Bao giờ lấy chồng? (Bích Phương)
- Bằng một cách nào đó
- Buồn lắm Tết ơi[5]
- C'mon (Uni5)
- Cảm ơn (Đông Nhi)
- Chúc em ngủ ngon (Uni5)
- Chuyện cũ bỏ qua (Bích Phương)
- Cười vui lấy vía (Đức Phúc)
- Đây là một bài hát vui (Jun Phạm)
- Đưa em đi khắp thế gian (Bích Phương)
- Đừng bao giờ nói yêu em (Đông Nhi)
- Đường về quê (Jun Phạm)
- Em chào tết (Bích Phương)
- Giải nghiệp (Lip B)
- I'm alright without you (Đừng lo, anh sẽ ổn) (365)
- Look at me (S.T Sơn Thạch viết nhạc) (S.T Sơn Thạch)
- Mẹ ơi mẹ à (Lip B)[6]
- Mình hẹn hò nhau đi (Han Sara)
- Một ngày rất khác (SOOBIN ft. Suni Hạ Linh)
- Ngày vắng anh (Thanh Ngọc)
- Nhẹ nhàng đón xuân (Minh Hằng)
- Nuôi trẻ làn da cùng NNO
- Que-a-du (Where are you?) (Han Sara)
- RIVER (SGO48) (lời Việt)
- Soy Secretz - Lợi ích tuyệt vời, mỗi ngày thêm rạng rỡ (Thái Trinh)
- Số nhọ (Lip B)
- Sống trẻ từng giây (Đông Nhi ft. The Voice team)
- Tân thời (Jun Phạm)
- Yêu xa (Song Luân)
- Tết đến thật rồi (Uni5)
- Tết là đây chứ đâu (Orange ft. Seachains)
- Tết nhà mình (Hòa Minzy ft. Lăng LD)
- Thấy tết lớn, mừng tết lớn (Trúc Nhân)
- Tình mây ngàn (Juun Đăng Dũng)
- Tớ thích cậu (Han Sara)
- Úm ba la (Đỗ Hoàng Dương)
- Việt Nam viết nên giấc mơ (Nhiều nghệ sĩ)
- Vì em là oxy (Uni5)
- Vì anh là gu chị (Phạm Quỳnh Anh)
- You are just me (Noo Phước Thịnh)

## Giải thưởng
- Đề cử Nghệ sĩ mới của năm - Giải Cống Hiến 2018[7]
- Top 20 Nhạc Sĩ Của Năm Zing Music Awards 2018